# Dicranomyia variispina
Dicranomyia variispina là một loài ruồi trong họ Limoniidae. Chúng phân bố ở miền Cổ bắc.